# تساخور
تساخوريّون (باللغة التساخوريّة: йихъбы ييقبي ،بالروسيّة: Цахуры تساخوري ، بالأذريّة: Saxurlar ساخولّار) شعب قوقازي يعيشون في جنوب القوقاز على وجه التحديد في جمهوريّة الداغستان الروسيّة والأجزاء الشماليّة من أذربيجان، يبلغ تعدادهم في روسيا حوالي 29000 وفي أذربيجان حوالي 16000 شخص، يتحدثون باللغة التساخوريّة وهي لغة تنتمي للعائلة القوقازيّة، كما يتكلم التساخوريّون لغات البلدان التي ينتمون إليها، معظم الرتوليّون مسلمون سنّة ومن أوائل الشعوب القوقازيّة التي اعتنقت الإسلام.